# Mo Li Hua

Melodia di Mo Li Hua

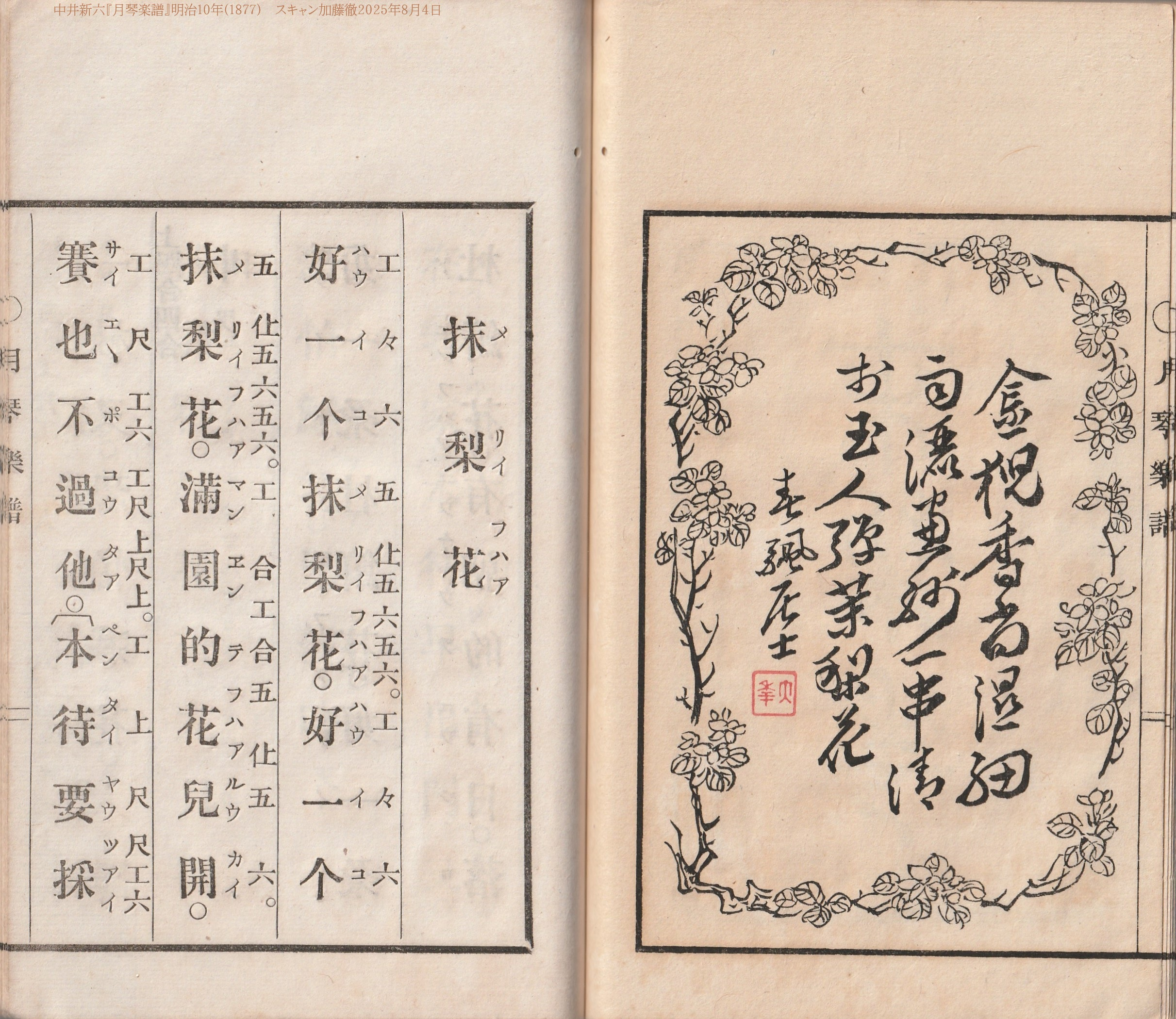
L'antico testo di Mo Li Hua. Dal libro giapponese di musica "Gekkin Gakufu" (月琴楽譜) (1877)

Mo Li Hua (茉莉花; pinyin: Mòlìhuā), il cui significato è "Fiori di gelsomino", è una famosa canzone folk cinese. Fu creata durante l'Impero Qianlong, periodo della Dinastia Qing. Esistono due versioni della canzone, la più nota proveniente dalla provincia di Jiangsu, e l'altra dalla provincia di Zhejiang. Le due versioni hanno testi diversi e melodie lievemente divergenti.
Questa celebre canzone cinese è anche stata cantata dagli studenti dell'Università di Pechino durante la cerimonia di chiusura delle Olimpiadi 2004 ad Atene, in Grecia.
Un adattamento della melodia, opera di Tan Dun fu suonato durante la cerimonia delle medaglie alle Olimpiadi 2008 di Pechino.

## InTurandotdi Giacomo Puccini
La melodia era stata stampata per la prima volta in notazione occidentale già nel 1806, ma è divenuta molto conosciuta al pubblico per essere stata inclusa da Giacomo Puccini nella sua opera Turandot, dove è associata allo splendore dell'omonima principessa. Puccini aveva ascoltato la melodia da un carillon originale cinese, proprietà del suo amico il barone Fassini, che aveva ricoperto incarichi diplomatici in Cina al tempo della rivolta dei boxer.
Il testo con cui il tema (ricorrente più volte nell'opera) si presenta, per la prima volta, nell'atto I è "Là sui monti dell'est / la cicogna cantò". 
Mentre il primo suono della canzone cinese era stato notato dai musicisti occidentali come fondamentale, perché la melodia, almeno visivamente, sposta verso il minore, Puccini interpretò come fondamentale il suono più acuto della scala pentafonica,
in modo che la melodia cominci alla terza e, al tempo stesso, attribuendole un carattere più dolce e fluttuante.

## Testo
Vi sono varie versioni della canzone, di seguito le due varianti più famose.

### Cinese Tradizionale
好一朵美麗的茉莉花

好一朵美麗的茉莉花

芬芳美麗滿枝椏

又香又白人人誇

讓我來將你摘下

送給別人家

茉莉花呀茉莉花

### Cinese Semplificato
好一朵美丽的茉莉花

好一朵美丽的茉莉花

芬芳美丽满枝桠

又香又白人人夸

让我来将你摘下

送给别人家

茉莉花呀茉莉花
- A volte, bié rén (别人) è sostituito da qíng láng (情郎), che significa "amante maschio" (fidanzato)

### Hanyu Pinyin
hǎo yī duǒ mĕi lì de mò li huā

hǎo yī duǒ mĕi lì de mò li huā

fēn fāng měi lì mǎn zhī yā

yòu xiāng yòu bái rén rén kuā

ràng wǒ lái jiāng nǐ zhāi xià

sòng gěi bié rén jiā 

mò li huā ya mò li huā

#### Traduzione Letterale
Un bel fiore di Gelsomino

Un bel fiore di Gelsomino

Odoroso, bello, pieno di petali

Fragrante e bianco, compiace chiunque

Lascia che io ti colga

Ti dia a qualcuno

Fiore di Gelsomino, oh, Fiore di Gelsomino.

### Cinese Tradizionale
好一朵茉莉花,

好一朵茉莉花,

滿園花開香也香不過它,

我有心采一朵戴
 
又怕看花的人兒罵.
好一朵茉莉花,

好一朵茉莉花,

茉莉花開雪也白不過它,

我有心采一朵戴,
 
又怕旁人笑話.
好一朵茉莉花,

好一朵茉莉花,

滿園花開比也比不過它,

我有心采一朵戴,
 
又怕來年不發芽.

### Cinese Semplificato
好一朵茉莉花,

好一朵茉莉花,

满园花开香也香不过它,

我有心采一朵戴

又怕看花的人儿要将我骂.
好一朵茉莉花,

好一朵茉莉花,

茉莉花开雪也白不过它,

我有心采一朵戴,

又怕旁人笑话.
好一朵茉莉花,

好一朵茉莉花,

满园花开比也比不过它,
 
我有心采一朵戴,

又怕来年不发芽.

### Hanyu Pinyin
Hǎo yī duo mòlìhuā,

Hǎo yī duo mòlìhuā,

Mǎn yuán huā kāi xiāng yě xiāng bùguò tā,

Wǒ yǒuxīn cǎi yī duo dài

Yòu pà kàn huā de rén er yào jiāng wǒ mà.
Hǎo yī duo mòlìhuā,

Hǎo yī duo mòlìhuā,

Mòlìhuā kāi xuě yě bái bu guò tā,

Wǒ yǒuxīn cǎi yī duo dài,

Yòu pà pángrén xiàohuà.
Hǎo yī duo mòlìhuā,

Hǎo yī duo mòlìhuā,

Mǎn yuán huā kāi bǐ yě bǐ bùguò tā,

Wǒ yǒuxīn cǎi yī duo dài,

Yòu pà láinián bù fāyá.

#### Traduzione Letterale
Un bel fiore di gelsomino!

di tutti i fiori e le piante del giardino,

non ce n'è nessun altro profumato come lui.

Vorrei raccoglierne uno e indossarlo,

ma ho paura che il giardiniere mi rimproveri.
Un bel fiore di gelsomino!

Quando il gelsomino sboccia,

neanche la neve è più bianca.

Vorrei raccoglierne uno e indossarlo,

ma ho paura che le persone intorno a me mi prendano in giro.
Un bel fiore di gelsomino!

Anche dopo che tutti gli altri fiori sono sbocciati,

nessuno è paragonabile a lui.

Vorrei raccoglierne uno e indossarlo

Ma ho paura che l'anno prossimo non ricresca.